# Патрика
Патрика (итал. Patrica) — коммуна в Италии, располагается в регионе Лацио, подчиняется административному центру Фрозиноне.
Население составляет 2915 человек, плотность населения составляет 108 чел./км². Занимает площадь 27 км². Почтовый индекс — 03010. Телефонный код — 0775.
Покровителем населённого пункта считается San Rocco. Праздник ежегодно празднуется 16 августа.